# Tran Nhan Tong

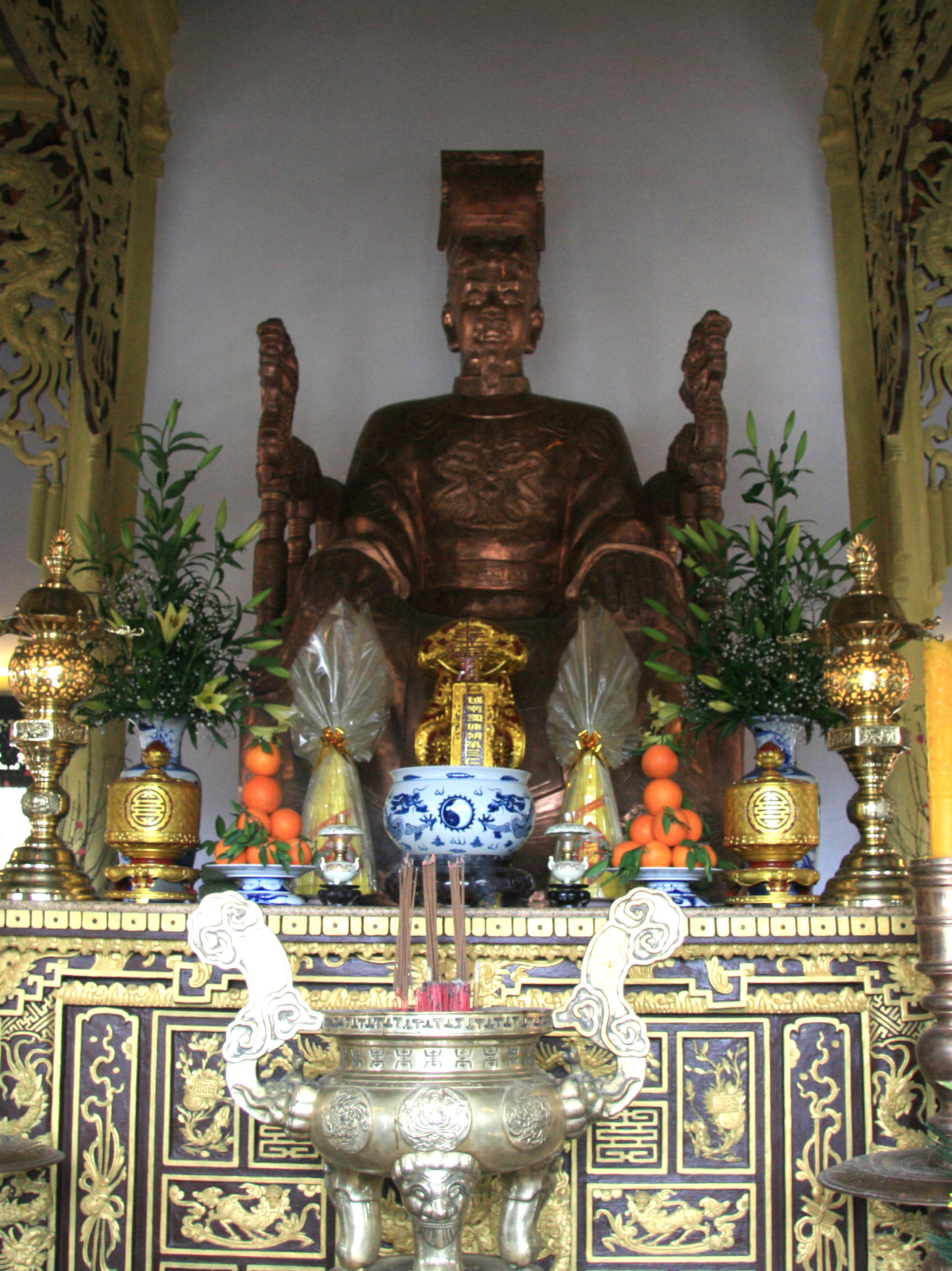
Trần Nhân Tông

Trần Nhân Tông, namn vid födseln (tên huý) Trầm Khâm, född 1258, död 1308, var den tredje kejsaren av Trandynastin i Vietnam. Han regerade från 1278 till 1293.
Under sin tid ordnade han två konferenser, en för de civila ledarna (Dien Hong) och en för de militära ledarna (Binh Than) vilket kom att ha stor betydelse i kampen mot mongolerna. 1280 bad Sögetü om tillåtelse att passera Vietnam på väg mot Champariket som hade förolämpat Khubilai Khan. Vietnam vägrade och Sögetü fick ta sjövägen vilket ledde till en misslyckad expedition.
Mongolerna kom tillbaka 1285 men efter inledande framgångar blev de besegrade. 1287 gjordes ett sista försök men det slutade i katastrof för mongolerna. Trần Nhân Tông abdikerade till förmån för sin son Trần Anh Tông och reste efteråt runt i Sydostasien. Han träffade bland annat kungen av Champa Jaya Simhavarman som han kom väldigt bra överens med och arrangerade ett kungligt giftermål med sig egen dotter Huyền Trân i utbyte mot att Champa avträdde några provinser i norr.